# Lasiopogon drabicola
Lasiopogon drabicola är en tvåvingeart som beskrevs av Cole 1916. Lasiopogon drabicola ingår i släktet Lasiopogon och familjen rovflugor. Inga underarter finns listade i Catalogue of Life.